# CA Fénix
A Centro Atlético Fénix, egy 1916-ban alapított uruguayi sportegyesület, melynek a labdarúgó csapata az élvonalban szerepel.

## Játékoskeret
2014. május 1-től
| #  |     | Poszt | Név                  |
| -- | --- | ----- | -------------------- |
| 1  | URU | K     | Rafael García        |
| 2  | URU | V     | Maximiliano Perg     |
| 3  | URU | KP    | Gonzalo Papa         |
| 4  | URU | V     | Maximiliano Arias    |
| 5  | URU | KP    | Andrés Schettino     |
| 6  | URU | V     | Leandro Zazpe        |
| 7  | URU | KP    | Aníbal Hernández     |
| 8  | URU | CS    | Maximiliano Pérez    |
| 9  | URU | CS    | Maximiliano Callorda |
| 10 | URU | KP    | Martín Ligüera       |
| 11 | URU | CS    | Franco Acosta        |
| 12 | URU | K     | Emiliano Denis       |
| 12 | PAN | K     | Luis Mejía           |

| #  |     | Poszt | Név              |
| -- | --- | ----- | ---------------- |
| 13 | URU | V     | Fabricio Silva   |
| 14 | URU | V     | Ángelo Gabrielli |
| 15 | URU | KP    | Gonzalo Vega     |
| 16 | URU | KP    | Facundo Boné     |
| 17 | URU | V     | Ignacio Pallas   |
| 18 | URU | V     | Marcos Mansulino |
| 19 | CAN | CS    | Lucas Cavallini  |
| 20 | URU | V     | Fernando Machado |
| 21 | URU | KP    | Rodrigo Rojo     |
| 22 | URU | KP    | Agustín Olivera  |
| 23 | PAN | CS    | Cecilio Waterman |
| 24 | URU | V     | Juan Álvez       |
| 26 | URU | V     | Emiliano Piedra  |

## Fordítás
- Ez a szócikk részben vagy egészben  a   Centro Atlético Fénix című angol Wikipédia-szócikk fordításán alapul.  Az eredeti cikk szerkesztőit annak laptörténete sorolja fel. Ez a jelzés csupán a megfogalmazás eredetét és a szerzői jogokat jelzi, nem szolgál a cikkben szereplő információk forrásmegjelöléseként.